# Nordique mélissa
Oeneis melissa
Espèce
Le Nordique mélissa (Oeneis melissa) est une espèce d'insectes lépidoptères (papillons) appartenant à la famille des Nymphalidae à la sous-famille des Satyrinae et au genre Oeneis.

## Dénomination
Oeneis melissa a été nommée par Johan Christian Fabricius en 1775.
Synonymes : Papilio melissa Fabricius, 1775.

### Sous-espèces
- Oeneis melissa melissa
- Oeneis melissa also (Boisduval, [1833]); de l'Oural arctique à la Péninsule tchouktche.
- Oeneis melissa assimilis Butler, 1868; présent dans les Territoires du Nord-Ouest.
- Oeneis melissabeanii Elwes, 1893
- Oeneis melissa daizetsuzana Matsumura, 1926 ; présent au Japon.
- Oeneis melissa gibsoni Holland, 1931; dans l'Alaska, le Yukon et la Colombie-Britannique.
- Oeneis melissa lucilla Barnes et McDunnough, 1918
- Oeneis melissak arae Kusnezov, 1925 dans le nord de la Sibérie.
- Oeneis melissa orientalis Kurentzov, 1970; en Yakoutie.
- Oeneis melissa semidea (Say, 1828)le  White Mountain butterfly présent dans les White Mountains du New Hampshire
- Oeneis melissa semplei Holland, 1931 ; présent au Labrador et au Québec[1].

### Noms vernaculaires
Le Nordique mélissa se nomme Melissa Arctic en anglais.

## Description
Le Nordique mélissa est un papillon d'une couleur allant de l'ocre beige au grisâtre, de taille moyenne (son envergure varie de 42 à 51 mm).
Le revers est strié de gris ou de brun,,.

### Chenille
La chenille est de couleur variable à bandes marron, vertes et rougeâtres.

## Biologie

### Période de vol et hivernation
Le Nordique mélissa vole en une génération de mi-juin à début août, tous les ans.
Deux cycles saisonniers sont nécessaires à son développement et la jeune chenille hiverne le premier hiver puis au stade de chenille mature le second.

### Plantes hôtes
Les plantes hôtes de sa chenille sont des Poaceae et des Cyperaceae; Carex bigelowii et Carex rupestris aux États-Unis.

## Écologie et distribution
Il a une distribution circumpolaire arctique en Asie depuis l'Oural arctique, le Kamtchatka, la Yakoutie la Péninsule tchouktche, en Amérique du Nord en Alaska, au Canada en Colombie-Britannique, en Alberta, au Yukon, aux Territoires du Nord-Ouest, en Saskatchewan, au Manitoba et aux États-Unis dans les Montagnes Rocheuses (État de Washington, ouest du Montana, Wyoming, Utah, Colorado, et nord du Nouveau-Mexique ainsi que dans les White Mountains du New Hampshire,,,.

### Biotope
Il réside dans aux sommets des montagnes et dans la toundra.

### Protection
Seule la sous-espèce Oeneis melissa semidea est en danger aux États-Unis et bénéficie du statut G2,.